# Makhado
Makhado es un municipio local sudafricano situado en el distrito de Vhembe, en la provincia de Limpopo.

## Superficie
Makhado tiene una superficie de 7605 km².

## Demografía
En 2022, tenía 502 452 habitantes, una densidad poblacional de 66,07 hab./km², y 140 338 viviendas.